# Cryptocarya sumatrana
Cryptocarya sumatrana är en lagerväxtart som beskrevs av André Joseph Guillaume Henri Kostermans. Cryptocarya sumatrana ingår i släktet Cryptocarya och familjen lagerväxter. Inga underarter finns listade i Catalogue of Life.